# Santa Maria Maddalena (Occhiobello)
Santa Maria Maddalena è una frazione  del comune di Occhiobello, in provincia di Rovigo.

## Geografia fisica
L'abitato si sviluppa a 8 m s.l.m. circa, sulla riva sinistra del fiume Po. Con una popolazione di 6.966 abitanti secondo l'ultimo censimento del 2001, è il più grande centro abitato del territorio comunale.
L'abitato si è sviluppato lungo la Strada Regionale 6 Eridania Occidentale e la Strada statale 16 Adriatica ed avendo avuto nell'ultimo decennio un notevole incremento abitativo a seguito di una urbanizzazione, a nord dell'abitato è in fase di realizzazione una tangenziale lunga 2,360 km.

## Storia
Il Muratori trova il primo indizio del toponimo nel privilegio dato ai ferraresi del imperatore Enrico II nell'anno 1050, il cosiddetto Actum ad Pontem. Parlano più espressamente della località gli Statuta Ferrarie, dell'anno 1287: "Ordiniamo che siano prese opportune misure dagli abitanti di entrambe le sponde di Lagoscuro affinché non sia permesso alle navi cariche di sale di aver libero passaggio”. La chiesa si fa presente negli libri amministrativi delle Decime, nell'anno 1300, con il suo rettore frate Agnello che dichiara, con giuramento, di nulla possedere.
M. A. Guarini parla di una voragine profonda, attraversata da un ponte: nei pressi si svolse una feroce battaglia tra ferraresi e adriesi, e fu tanto il sangue versato da oscurare le acque: forse una delle tante leggende, fiorite attorno ai gorghi, scavati dalle alluvioni.
Il beato Giovanni Tavelli di Ferrara passa due volte a Santa Maria Maddalena. Alla prima, il 29 aprile 1434, non trova né sacerdote, né altro addetto alla chiesa, data l'impossibilità di residenza del rettore per l'esiguità dei redditi beneficiari, che lasciano largo spazio alla fame. Il nobile ferrarese Uguccione dei Contrari aveva costruito la chiesa e ne era il giuspatrono. Anche qui, come ad Occhiobello, c'è il diritto di primizia: ogni bifolco versa tre staia di frumento e tre di melica e ogni bracciante uno staio di frumento e un fascio di lino.
Mons. Francesco dal Legname, vescovo di Ferrara, celebra la visita pastorale il 18 aprile 1449, trovando 140 abitanti. Il reddito della chiesa è di solo 8 marchesini, ciò che fa intuire una certa povertà. 
Nella visita pastorale di mons. G. Maremoti (1574) si possono trovare le prime notizie sulla parrocchiale di Santa Maria e sulla chiesa di San Giovanni, detta ospizio della confraternita omonima, sita in Ferrara, e che nel pio luogo deve mantenere l'ospitalità e il soccorso ai poveri.
Mons. Giovanni Fontana (1592) trova invece la chiesa orientata a levante, con un'aula principale e una navata laterale, due altari, battistero, cimitero tutt'intorno, campanile di recente costruzione, abitanti da comunione 200, giuspatronato Pepoli acquisito, in seguito a successioni testamentarie dalla famiglia Contrari. Manca il rettore e la cura spirituale è svolta dal parroco di garzone: non compare più l'ospizio di san Giovanni.
Nulla ci danno le visite del cardinal Giambattista Leni (1616-1626). Dai verbali del Magalotti (1631) si presenta lo spettro del contagio (peste o colera).
Il cardinale Carlo Pio di Savoia nel 1656 descrive una chiesa nuova, "de novo reedificata", ma non ancora rifinita: l'aveva costruita il conte Odoardo Pepoli nel 1645, al cessare della guerra tra veneti e ferraresi, conclusa con la pace di Venezia del 31 marzo 1644. Le fazioni in lotta distrussero il paese di Santa Maria, che si era trovato nell'occhio del ciclone. La nuova chiesa, strutturata con tre altari, battistero e coro, sorge accanto al Po, con casa canonica, campanile e cimitero.
Un secolo dopo il cardinal Marcello Crescenzi (visita del 1748) delinea un lavoro nuovo, non ancora ultimato: è in atto una ristrutturazione di tutto il complesso parrocchiale. Già rifinite la facciata, l'aula principale e le cappelle laterali mentre si sta costruendo ex novo un presbiterio e un coro veramente solenni, ancora tre altari e la cantoria per l'organo.
Nei vari lavori eseguiti non si nomina mai il campanile che, pare, sia quello costruito nel 1592 e giunto indenne tra tante vicissitudini. Gli abitanti sommano a 1040. La suppellettile della chiesa è di buona qualità e abbondante, le rendite del parroco sufficienti per una vita dignitosa.
Negli ultimi 200 anni non ci sono lavori sostanziali: viene costruito il quinto altare e una Grotta di Lourdes (1911).
Il paese di Santa Maria Maddalena, con i ponti sul Po e le strade di grande scorrimento, centro strategico, subisce le tragiche conseguenze della guerra, con la distruzione della chiesa e di molte architetture, nonché la dispersione della popolazione nella campagna o l'emigrazione in luoghi più sicuri. Finito il conflitto, inizia l'opera di ricostruzione.
Nel 1951 il paese viene colpito dall'alluvione del Polesine. Nel 1952 iniziano i lavori di costruzione del complesso parrocchiale, portato a termine nello spazio di tre anni. Il 1º ottobre 1955 il vescovo Guido M. Mazzocco consacra la chiesa parrocchiale e il giorno successivo, alla presenza delle autorità, dei progettisti, delle maestranze e di tutta la comunità, vengono inaugurate le opere parrocchiale, il campanile, la casa canonica e il centro sociale. La spesa complessiva per l'importo di 70 milioni (di lire) è sostenuta interamente dallo Stato. La distruzione coinvolge anche l'antico palazzo Pepoli, in cui il giorno 9 gennaio 1872 aveva avuto i natali santa Maria Chiara Nanetti, religiosa delle Missionarie Francescane di Maria che nel 1899 era partita per affiancare altre consorelle nell'opera di evangelizzazione della Cina e il 9 febbraio 1900 aveva subito il martirio a testimonianza della sua fede. Beatificata il 24 novembre 1946 da papa Pio XII, e proclamata santa il 1º ottobre dell'Anno Giubilare 2000 da papa Giovanni Paolo II, è la prima polesana elevata agli onori degli altari.

## Monumenti e luoghi d'interesse
- Chiesa di Santa Maria Maddalena: fondata nel 1200, è stata completamente ricostruita nel 1952.
- Lapide ai Caduti, opera dello scultore Giulio Nordio (1923)[3]

## Economia
Fulcro economico dell'intero territorio comunale, presenta numerose attività commerciali ed è dotato di una zona industriale.